# Лапанаанткари
Лапанаанткари (груз. ლაფანაანთკარი) — село в Грузии. Находится в Душетском муниципалитете края Мцхета-Мтианети.

## География
Находится в 3 км от села Булачаури на восток, через село Лапанаанткари проходит дорога на сёла Нокорна, Давати и регионы Тианети и Земо-Кахети \короткий путь\, дорога в основном гравий.

## Общие сведения
В селе Лапанаанткари проживают люди носящие следующие фамилии Одешелидзе, Заикидзе, Циклаури, Овцеаури, Бучукури, Цоцкалаури, Мтитури, Кобаидзе, Арабули. В селе находится также административный центр сакребуло, куда входят следующие населённые пункты — Лапанаанткари, Абаносхеви, Ахали-Осеби, Давати, Земо-Убани, Кошкаскели, Маграни, Мцитуреби, Нокорна, Ноджа, Ноджикети, Кериаанткари, Хизнеби.
Глава администрации на 2013 год Иосиф Чинчараули.